# Miranda (voornaam)
De meisjesnaam Miranda vindt zijn oorsprong in het Latijn: "mirandum" is het gerundivum van mirare ("aanschouwen/bewonderen"); of het Latijnse mirandus, "verwonderlijk, buitengewoon, (waard) om bewonderd te worden".
Miranda betekent dus "zij die aanschouwd moet worden" of vrij vertaald "zij die bewonderd moet worden".
Deze naam is vooral bekend geworden in het theaterstuk The Tempest van William Shakespeare. Daar was Miranda de mooie dochter van Prospero. Een maan van de planeet Uranus is vernoemd naar de mooie Miranda uit dit theaterstuk.